# John A. Volpe
John Anthony Volpe, född 8 december 1908 i Wakefield, Massachusetts, död 11 november 1994 i Nahant, Massachusetts, var en amerikansk republikansk politiker, diplomat och entreprenör. Han var guvernör i delstaten Massachusetts 1961–1963 och 1965–1969 samt USA:s transportminister 1969–1973. Han var USA:s ambassadör i Italien 1973–1977.
Volpe studerade vid Wentworth Institute och startade sedan ett byggföretag. Efter en lång karriär som företagsledare blev Volpe politiskt verksam som republikan. År 1960 valdes han till en tvåårig mandatperiod som guvernör men förlorade sitt återvalsförsök 1962. År 1964 kom han tillbaka och vann återigen en tvåårig mandatperiod som guvernör. Volpe vann igen 1966, den gången gällde mandatperioden fyra år. Han var ordförande för National Governors Association 1967–1968. Han var den andra guvernören i Massachusetts historia som var av italiensk härkomst. Volpe kandiderade i republikanernas primärval i Massachusetts inför presidentvalet i USA 1968 med syfte att samla delegater för att påverka nomineringen. Hans kampanj omfattade inte hela USA.
Det ryktades 1968 om Volpe som en möjlig republikansk vicepresidentkandidat men Richard Nixon valde Marylands guvernör Spiro Agnew som sin medkandidat. Efter valsegern utnämnde Nixon Volpe till transportminister. Amtrak bildades under Volpes fyraåriga ämbetsperiod. Därefter tjänstgjorde han i fyra år som ambassadör i Rom.
Katoliken Volpe avled 1994 och gravsattes på Forest Glade Cemetery i Wakefield.